# Yarda megalítica
La yarda megalítica es una supuesta unidad de longitud prehistórica, ideada a partir de métodos estadísticos formales aplicados a las evidencias arqueológicas de las sociedades preliterarias. Alexander Thom, su mentor, estableció su medida en 2,72 pies (0,829 m).

## Origen
A lo largo de la historia la humanidad ha sido capaz de concordar unidades de medida utilizadas en civilizaciones anteriores deducidas mediante los testimonios escritos. No obstante, con lo que respecta a las culturas sin escritura, no fue hasta después de la Segunda Guerra Mundial que se idearon posibles medidas que pudieron ser utilizadas. En 1955 Alexander Thom proponía por primera vez el término yarda megalítica en un artículo titulado "A statistical examination of megalhitic sites" donde exponía su teoría y detallaba la trayectoria de sus estudios.
Actualmente se usan en el deporte de fútbol americano

## Principio de la yarda megalítica
"En este artículo, calculaba los diámetros de 46 círculos de piedras (círculos megalíticos), monumentos que aparecen por primera vez en Gran Bretaña entorno al 3 000 a.C. y que fueron erigidos durante unos 1000 años. Thom registraba luego esos diámetros en un diagrama de frecuencias. Los resultados le llevaron a pensar que se había llegado a utilizar una unidad de medida, puesto que los picos de la distribución de frecuencias parecían coincidir con múltiplos integrales de una unidad que para los diámetros era de 5,435 pies (1,657 m). Thom afirmaba que se había utilizado el radio más que el diámetro en el trazado de los círculos (la circunferencia tal vez sería señalada con una cuerda sujeta al centro de cada círculo) y propuso que la unidad de longitud que se usaba en aquel momento, la yarda megalítica, era la mitad del diámetro, es decir unos 2,72 pies (0,829 m)"
Renfrew & Bahn, 2007;367

## Críticas y comprobaciones
La teoría de Alexander Thom ha resultado muy criticada, pero a pesar de ello pudo existir una unidad fija de longitud. Según Renfrew y Bahn si "la precisión en el trazado de los círculos fuera mayor, se podría apoyar la idea de que, en la Gran Bretaña del tercer milenio AC, se utilizaron unidades de medida de una yarda megalítica de longitud. Pero se ha sugerido la posibilidad de que la regularidad no es más precisa de lo que cabría esperar si se utilizase una dimensión humana, como el paso, en el trazado de los círculos".
Cuando Thom propuso el fenómeno de la yarda megalítica no hubo forma de comprobar su afirmación hasta que S.R. Broadbent proporcionó medios para comprobar "hasta qué punto un determinado corpus de datos implica la utilización de un cuanto de medida" (hipótesis cuántica). Los métodos que aplicó Broadbent se le sumaron los utilizados por D.G. Kendall, otro estadístico británico, que demuestran que los datos de Thom son significativos a un nivel del 1 %.